# Thelaira bryanti
Thelaira bryanti är en tvåvingeart som beskrevs av Charles Howard Curran 1925. Thelaira bryanti ingår i släktet Thelaira och familjen parasitflugor. Inga underarter finns listade i Catalogue of Life.